# Mircea I da Valáquia
Mircea I da Valáquia, também conhecido por Mircea cel Bătrân (1355 - 31 de Janeiro de 1418), foi um monarca que reinou na Valáquia entre 1386 e 1418. O seu nome significa Mircea, o Velho, nome que lhe foi atribuído mais tarde para o distinguir do seu neto Mircea II (o Jovem). A historiografia romena denomina-o desde o século XIX como Mircea cel Mare (Mircea o Grande).

## Biografia
Mircea era filho do Príncipe Radu I e de Calinica, descendente da dinastia Bassarabe.
As fronteiras de Valáquia mudaram através da história, mas, durante o reinado de Mircea, a Valáquia atingiu a sua maior extensão nos tempos medievais: desde o rio Olt, no norte, até o Danúbio no sul, e desde as "Portas de Ferro", no oeste, até o Mar Negro no leste.
Mircea fortaleceu o poder do estado e organizou vários ofícios, promoveu o desenvolvimento econômico, aumentou os rendimentos do estado, cunhando moedas de prata que circularam também nos países vizinhos. Ofereceu privilégios aos comerciantes da Polónia e Lituânia e renovou os privilégios que os seus antecessores tinham dado aos habitantes de Braşov.
Mircea conseguiu, dessa forma, aumentar o seu poderio militar. Fortificou as fortalezas do Danúbio e formou "o exército grande", composto de cidadãos e de camponeses livres e servos. Apoiou também a Igreja.
Enquanto organizava o país, formou um sistema de alianças que lhe permitiria defender a independência do país. Através do intermediário, o príncipe Pedro I da Moldávia, concluiu, em 1389, um tratado de aliança com o rei Ladislau II da Polónia. O tratado foi renovado em 1404 e 1410. Manteve relações estreitas com o imperador Sigismundo do Sacro Império Romano-Germânico, mais conhecido por Sigismundo do Luxemburgo, então também rei da Hungria, cimentando o seu interesse comum na luta contra a expansão do Império Otomano.
As suas intervenções para apoiar os povos cristãos a sul do Danúbio, que estavam lutando contra os turcos, levaram-no a enfrentar o Império Otomano. Em 1394 Bajazeto I (o Relâmpago) atravessou o Danúbio com 40 000 homens, um contingente impressionante à época. Mircea tinha apenas 10 000 homens, pela que lhe não era conveniente uma batalha em campo aberto, optando então por um tipo de guerra que hoje seria considerado como guerrilha, deixando o exército contrário sem alimentos e usando ataques e retiradas frequentes (um exemplo típico de guerra assimétrica).
A 10 de Outubro de 1394, os dois exércitos enfrentaram-se na Batalha de Rovine, num terreno com bosques e pântanos, que impediu os otomanos de utilizar plenamente o seu exército, o que lhe roubou a vitória. Esta batalha foi invocada no poema de Mihai Eminescu, La tercera epístola.
Apoiado por Sigismundo do Luxemburgo, Mircea derrotou também o usurpador Vlad I da Valáquia, mais conhecido por Vlad Uzurpatorul, marioneta do sultão otomano, que pretendia o seu trono. Em 1396 Mircea participou numa cruzada anti-otomana, organizada pelo monarca húngaro. A cruzada terminou com a vitória otomana na Batalha de Nicópolis, travada a 25 de Setembro daquele ano.
No ano seguinte, em 1397, Mircea bloqueou outra expedição otomana que intentava cruzar o Danúbio, e em 1400 derrotou uma expedição turca que tentava atravessar o seu território.

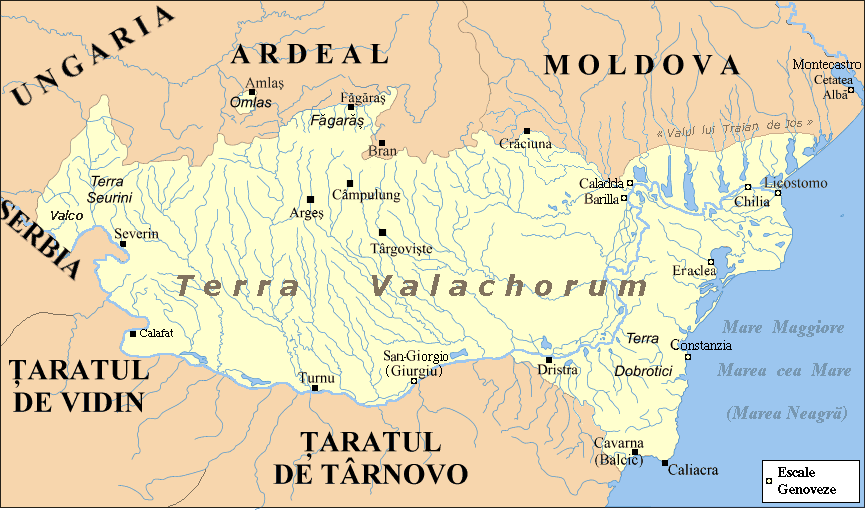
A Valáquia durante o reinado de Mircea cel Bătrân (1406).

A derrota de Bajazeto I por Timur Lenk em Ancara, no Verão de 1402, abriu um período de anarquia no Império Otomano que Mircea aproveitou para organizar, conjuntamente com o rei da Hungria, uma campanha contra os turcos. Em 1404 Mircea conseguiu de novo dominar a Dobruja. Mircea participou nas lutas pelo trono do Império Otomano, apoiando Musa, que chegou a reinar por um curto período. Foi o auge do poderio do príncipe.
O mais saliente e mais hábil dos príncipes cristãos, como o descreveu o historiador alemão Leunclavius. Mircea governou a Valáquia durante 32 anos. Para além das suas vitórias militares, Mircea foi um amante da arte, deixando entro outros monumentos o formoso Mosteiro de Cozia, construído segundo o modelo da Igreja de Krusevac, na Sérvia.

## Casamento e descendência
Mircea casa-se com Maria Tolmay, de quem teve:
- Miguel (antes de 1408 - 15 de Agosto de 1420), herdeiro do pai, Príncipe da Valáquia de facto a partir da morte do pai, em 1418;
- Radu (?-1428), sucede ao irmão Miguel no trono, visto que os filhos deste morreram com ele numa batalha. Radu luta pelo trono com o primo, Dan II da Valáquia;
- Vlad (1390 - 16 de Dezembro de 1447), exila-se na Transilvânia, vindo a ocupar o trono só em 1436.
- Alexandre (1397 - 17 de Novembro ou c.Dezembro de 1436, derruba e mata Dan II em 1431, sucedendo ao irmão Radu;
- Ana (?), casada com Celní Radić;
- Arina (?), casada com o Sultão Musa Çelebi, Sultão do Império Otomano durante o Período de Interregno.

Mircea casou pela segunda vez com Anca, de quem não se conhecem filhos.